# Archibasis tenella
Archibasis tenella – gatunek ważki z rodziny łątkowatych (Coenagrionidae).